# Haloquadratum
Genre
Espèces de rang inférieur
- Haloquadratum walsbyi

Haloquadratum est un genre d'archées halophiles constitué d'une seule espèce connue au 30 juin 2013 : Haloquadratum walsbyi.